# Hippolyte Braekman
Hippolyte Braekman   (Anderlecht, 22 de novembre de 1919 - 15 de novembre de 1994), més conegut com a Pol Braekman, fou un atleta belga, especialista en curses de tanques, que va competir entre finals de la dècada de 1930 i començaments de la de 1950.
El 1948 va prendre als Jocs Olímpics d'Estiu de Londres, on disputà tres proves del programa d'atletisme. En totes elles quedà eliminat en sèries.
El 1946 va guanyar una medalla de plata en els 110 metres tanques del Campionat d'Europa d'atletisme que es va disputar a Oslo, en finalitzar rere el suec Håkan Lidman. En el seu palmarès també destaquen 13 campionats nacionals d'aquesta mateixa especialitat i un dels 100 i 200 metres.
Va millorar sis vegades el rècord belga dels 110 metres tanques, rebaixant-lo de 15.4" a 14.5" (22 de juliol de 1945 a Berna), i una vegada el dels 100 metres, deixant-lo en 10.5" (15 d'agost de 1947 a Bruges). El rècord dels 110 metres tanques va ser vigent durant 16 anys.

## Millors marques
- 100 metres. 10.5" (1945)
- 200 metres. 22.0" (1943)
- 110 metres tanques. 14.5" (1947)
- 400 metres tanques. 55.4" (1945)[2][4]